# Adela Neffa
Adela Neffa   (San Juan de la Frontera, 15 de juny de 1922 - 9 de juny de 2019) va ser una escultora argentina nacionalitzada uruguaiana.

## Biografia
D'origen libanès, Adela Neffa es va traslladar juntament amb els seus pares des de l'Argentina cap a Montevideo, Uruguai.
Va començar els seus estudis el 1942, quan va ingressar a l'Escola d'Arts Plàstiques de la U.T.U., a Montevideo. Es va llicenciar el 1949 i començà un curs d'escultura amb el professor Heber Ramos Paz. El segueixen després cursos d'escultura amb els professors Severino Pose, Armando González i Eduardo Yepes a l'Escola Nacional de Belles Arts de la Universitat de la República (UdelaR), en la qual es va llicenciar el 1955.
El 1961 guanya per concurs d'oposició i mèrits la beca municipal Carlos María Herrera, amb la qual viatja a Europa el 1962, i allí cursa estudis d'escultura a l'Escola de Belles Arts a París amb l'escultor George Adams, a més de recórrer un gran nombre de països en viatge d'estudis.
El 1963 va treballar al Taller de Michel Basbous i Alfred Basbous a la República del Líban.
De 1966 a 1982 va ser professora d'escultura, forma i modelatge a l'Escola d'Arts aplicades U.T.U. de Montevideo.

## Premis
- 1959 - Premi Banc República, medalla de bronze. xxxii Saló Nacional de Belles Arts, Montevideo per «Mujer con arpa».
- 1965 - Premi Banc República, medalla de bronze. xxxix Saló Nacional de Belles Arts, Montevideo per «Escultura».
- 1975 - Menció en el concurs nacional, trofeu F.U.N.S.A, Montevideo.
- 1976 - Menció en el concurs Sudamtex-Ceibo 77. Montevideo.

Les seves obres formen part de col·leccions privades a nivell nacional i internacional.
El 23 d'octubre de 2012 es va inaugurar a la República del Líban una escultura amb disseny seu a «Homenatge a la Fraternitat entre el Líban i Uruguai».

## Principals exposicions
- 1959 - xxxii Saló Nacional de Belles Arts, Montevideo.
- 1965 - xxxix Saló Nacional de Belles Arts, Montevideo.
- 1983 - iv Salón de Artes Plásticas de San José.
- 1983 - ii Biennal de Salto.
- 1985 - Club Libanès de l'Uruguai (Montevideo).
- 1986 - Mostra per la reapertura del Teatre El Galpón.
- 1988 - a.neffa. Galeria Llatina.
- 2012 - Adela Neffa. Museu d'Art Contemporani d'El País.
- 2014 - Exposició d'Escultors dels Mestres Octavio Podestá i Adela Neffa. Escola d'Arts i Artesanies Dr. Pedro Figari.